# Podregion Pielisen Karjala
Podregion Pielisen Karjala (fiń. Pielisen Karjalan seutukunta) – podregion w Finlandii, w regionie Karelia Północna.
W skład podregionu wchodzą gminy:
- Lieksa,
- Nurmes.

W skład podregionu wchodziła gmina:
- Valtimo (w 2020 włączona do gminy Nurmes)[2]